# Cristina Rodríguez (estilista)
María Cristina Rodríguez Torres (Benidorm, 5 de mayo de 1969) es una diseñadora de vestuario, estilista, actriz y presentadora de televisión española nominada en siete ocasiones a los Premios Goya en la categoría de mejor diseño de vestuario.

## Biografía
Nacida en Benidorm, desde pequeña mostró sus dotes de estilista, así estudió diseño de moda en el IDEP de Barcelona e hizo un máster en el mismo centro.
Comenzó a diseñar para programas de televisión, series y películas desde muy temprana edad. Empezó con pequeñas películas en los años noventa, pero dio el salto a la pantalla con Buñuel y la mesa del rey Salomón en 2001 y Carne de gallina en 2002. Más adelante continuó con El coche de pedales, Frío sol de invierno, El penalti más largo del mundo, Locos por el sexo, La sombra de nadie, Mentiras y gordas y Un buen hombre, entre otros.
Tras esto en 2009, fue nominada al Goya al mejor diseño de vestuario por la película El cónsul de Sodoma. De esta forma, su carrera despegó y consiguió la nominación en otras dos ocasiones: en 2013 con la película 3 bodas de más y en 2014 con Por un puñado de besos. Además, en esta época también ha diseñado para la miniserie Felipe y Letizia, las películas Maktub, Promoción fantasma, Tres 60 y Torrente 5, entre otras.
Además de su oficio de diseñadora, ha participado como actriz en algunas de las películas en las que ha diseñado y en otras independientes. Entre ellas destaca un capítulo de la serie Cuestión de sexo y Hospital Central y las películas Siete minutos, 3 bodas de más, Ahora o nunca y Anacleto: Agente secreto. Además, ha sido la autora de un libro llamado «Cómo no ser una hortera de bolera» en 2008.
También ha estado presente en diversos programas de televisión. Su salto fue en los programas Las mañanas de Cuatro y Supermodelo, donde fue la directora del profesorado de las dos primeras ediciones, entre 2006 y 2007. Además, ha colaborado para otros programas como Channel nº4, Lo que diga la rubia y Territorio Comanche. Pero no fue hasta el año 2015 cuando dio totalmente el salto a la fama mediante el programa Cámbiame, siendo parte del jurado junto a Pelayo Díaz y Natalia Ferviú, y presentado por Marta Torné. Más adelante, participó en los programas derivados de éste: Cámbiame Premium, donde fue la copresentadora y Cámbiame de noche, donde hacia también de jurado. Ese mismo año presentó las Campanadas de fin de año.
A partir de marzo de 2016 comienza a colaborar cada martes con Sálvame, como estilista, en su propia sección llamada "Te lo juro por Dior", valorando los estilismos de los colaboradores del programa y de personajes conocidos de la actualidad. 
Cristina fue la protagonista de la portada número 2120 de Interviú y del calendario de esa revista para todo el año 2017. Además, en diciembre de 2016 se anunció que estaba nominada a los Premios Goya en la categoría de mejor diseño de vestuario por las películas No culpes al karma de lo que te pasa por gilipollas y Tarde para la ira.
En el verano del 2017, se incorpora como jurado al programa Me lo dices o me lo cantas presentado por Jesús Vázquez en Telecinco.
En noviembre de 2018 publicó junto a su amiga, la escritora Sara Brun, el libro «De mujer a mujer», publicado por la Editorial Grijalbo. Este libro habla de manera autobiográfica por parte de ambas escritoras sobre la necesidad de un mundo femenino y feminista.
En 2020 diseña el vestuario de la serie HIT, de la película Explota Explota, donde también aparece como actriz y del programa Mask Singer: adivina quién canta, donde también participa comentando los estilismos de las máscaras.

## Filmografía

### Largometrajes
| Año  | Título                                              | Personaje                    | Director             |
| ---- | --------------------------------------------------- | ---------------------------- | -------------------- |
| 2006 | La sombra de nadie                                  | Extra                        | Pablo Malo           |
| 2006 | Isi & Disi, alto voltaje                            | Hermana de Perpetuo Tormento | Miguel Ángel Lamata  |
| 2009 | Siete minutos                                       | Mujer Virgo                  | Daniela Fejerman     |
| 2010 | El dios de madera                                   | Extra                        | Vicente Molina Foix  |
| 2011 | El sueño de Iván                                    | Periodista hotel             | Roberto Santiago     |
| 2013 | 3 bodas de más                                      | Invitada de la boda          | Javier Ruiz Caldera  |
| 2014 | Marsella                                            | Vedette                      | Belén Macías         |
| 2015 | Ahora o nunca                                       | Azafata                      | María Ripoll         |
| 2015 | Cómo sobrevivir a una despedida                     | Chica Organización           | Manuela Burló Moreno |
| 2016 | No culpes al karma de lo que te pasa por gilipollas | Cristina Rodríguez           | María Ripoll         |
| 2019 | Vivir dos veces                                     | Madre compañera de Blanca    | María Ripoll         |
| 2020 | Explota Explota                                     | Loli                         | Nacho Álvarez        |
| 2023 | Mari(dos)                                           | Enfermera                    | Lucía Alemany        |

### Series de televisión
| Año  | Título           | Personaje        | Cadena | Notas      |
| ---- | ---------------- | ---------------- | ------ | ---------- |
| 2007 | Cuestión de sexo | Cristina         | Cuatro | 1 episodio |
| 2020 | HIT              | Virginia Sánchez | La 1   | 1 episodio |

### Programas de televisión
| Año             | Título                           | Cadena     | Notas          |
| --------------- | -------------------------------- | ---------- | -------------- |
| 2006            | Channel nº4                      | Cuatro     | Colaboradora   |
| 2006 - 2007     | Las mañanas de Cuatro            | Cuatro     | Colaboradora   |
| 2006 - 2007     | Supermodelo                      | Cuatro     | Profesora      |
| 2007            | Final de Elite en Marrakech      | Cuatro     | Presentadora   |
| 2009            | La vuelta al mundo en directo    | Antena 3   | Colaboradora   |
| 2010            | El marco                         | Antena 3   | Colaboradora   |
| 2010            | Lo que diga la rubia             | Cuatro     | Colaboradora   |
| 2010 - 2011     | Territorio Comanche              | Telemadrid | Colaboradora   |
| 2015 - 2018     | Cámbiame                         | Telecinco  | Entrenadora    |
| 2015            | Cámbiame de noche                | Telecinco  | Entrenadora    |
| 2015            | Cámbiame Premium                 | Telecinco  | Copresentadora |
| 2015 - 2016     | Campanadas de fin de año         | Telecinco  | Presentadora   |
| 2016            | Sálvame                          | Telecinco  | Colaboradora   |
| 2016            | Gran Hermano VIP: El Debate      | Telecinco  | Colaboradora   |
| 2016            | First Dates                      | Cuatro     | Invitada       |
| 2016            | Quiero Ser                       | Divinity   | Asesora        |
| 2017            | Sábado Deluxe                    | Telecinco  | Colaboradora   |
| 2017            | Samanta y...                     | Cuatro     | Invitada       |
| 2017            | Cámbiame VIP                     | Telecinco  | Entrenadora    |
| 2017            | Cámbiame Challenge               | Telecinco  | Entrenadora    |
| 2017            | Me lo dices o me lo cantas       | Telecinco  | Jurado         |
| 2019            | Sábado Deluxe                    | Telecinco  | Colaboradora   |
| 2019            | Niquelao!                        | Netflix    | Invitada       |
| 2020 - presente | Mask Singer: adivina quién canta | Antena 3   | Estilista      |
| 2022            | Mediafest Night Fever            | Telecinco  | Jurado         |
| 2022            | 25 palabras                      | Telecinco  | Invitada       |
| 2023            | Así es la vida                   | Telecinco  | Colaboradora   |
| 2024-presente   | Mañaneros                        | La 1       | Colaboradora   |

### Estilista en películas y series de televisión
| Año             | Título                                              | Notas                   |
| --------------- | --------------------------------------------------- | ----------------------- |
| 1995            | Gimlet                                              | Película                |
| 1996            | Adiós, tiburón                                      | Película                |
| 1997            | La duquesa roja                                     | Película                |
| 1998            | Mambí                                               | Película                |
| 2000            | Me da igual                                         | Película                |
| 2001            | Juego de Luna                                       | Película                |
| 2001            | Buñuel y la mesa del rey Salomón                    | Película                |
| 2002            | Entre cien fuegos                                   | Película de televisión  |
| 2002            | Carne de gallina                                    | Película                |
| 2002            | Mi casa es tu casa                                  | Película                |
| 2002            | Cásate conmigo, Maribel                             | Película                |
| 2004            | El coche de pedales                                 | Película                |
| 2004            | Frío sol de invierno                                | Película                |
| 2005            | El penalti más largo del mundo                      | Película                |
| 2005            | Mis estimadas víctimas                              | Película de televisión  |
| 2006            | Locos por el sexo                                   | Película                |
| 2006            | Skizo                                               | Película                |
| 2006            | Isi & Disi, alto voltaje                            | Película                |
| 2006            | La sombra de nadie                                  | Película                |
| 2007            | Concursante                                         | Película                |
| 2007            | El club de los suicidas                             | Película                |
| 2007            | Canciones de amor en Lolita's Club                  | Película                |
| 2009            | Mentiras y gordas                                   | Película                |
| 2009            | Al final del camino                                 | Película                |
| 2009            | Un buen hombre                                      | Película                |
| 2009            | Siete minutos                                       | Película                |
| 2009            | El cónsul de Sodoma                                 | Película                |
| 2010            | El dios de madera                                   | Película                |
| 2010            | El diario de Carlota                                | Película                |
| 2010            | Todo lo que tú quieras                              | Película                |
| 2010            | Felipe y Letizia                                    | Miniserie de televisión |
| 2011            | El sueño de Iván                                    | Película                |
| 2011            | Maktub                                              | Película                |
| 2011            | La chispa de la vida                                | Película                |
| 2012            | Promoción fantasma                                  | Película                |
| 2013            | Tres 60                                             | Película                |
| 2013            | 3 bodas de más                                      | Película                |
| 2014            | Por un puñado de besos                              | Película                |
| 2014            | Betibú                                              | Película                |
| 2014            | Marsella                                            | Película                |
| 2014            | Torrente 5: Operación Eurovegas                     | Película                |
| 2015            | Ahora o nunca                                       | Película                |
| 2015            | Cómo sobrevivir a una despedida                     | Película                |
| 2015            | Anacleto: Agente secreto                            | Película                |
| 2015            | Apaches                                             | Serie - 12 episodios    |
| 2016            | Tarde para la ira                                   | Película                |
| 2016            | No culpes al karma de lo que te pasa por gilipollas | Película                |
| 2017            | Es por tu bien                                      | Película                |
| 2018            | El aviso                                            | Película                |
| 2018            | Superlópez                                          | Película                |
| 2018 - presente | Élite                                               | Serie - 64 episodios    |
| 2019            | Vivir dos veces                                     | Película                |
| 2020            | Explota Explota                                     | Película                |
| 2020            | Un mundo normal                                     | Película                |
| 2020            | Malnazidos                                          | Película                |
| 2020 - 2021     | HIT                                                 | Serie - 28 episodios    |
| 2021            | Élite: historias breves                             | Serie - 21 episodios    |
| 2021            | Ana Tramel. El juego                                | Serie - 6 episodios     |
| 2021            | A 1000 km de la Navidad                             | Película                |
| 2022            | Un hombre de acción                                 | Película                |
| 2023            | Mari(dos)                                           | Película                |
| 2023            | La novia de América                                 | Película                |
| 2023            | Ocho apellidos marroquís                            | Película                |
| 2024            | La mitad de Ana                                     | Película                |

## Premios y nominaciones

### Premios Goya
| Año  | Categoría                 | Película                                            | Resultado |
| ---- | ------------------------- | --------------------------------------------------- | --------- |
| 2010 | Mejor diseño de vestuario | El cónsul de Sodoma                                 | Nominada  |
| 2014 | Mejor diseño de vestuario | 3 bodas de más                                      | Nominada  |
| 2015 | Mejor diseño de vestuario | Por un puñado de besos                              | Nominada  |
| 2017 | Mejor diseño de vestuario | Tarde para la ira                                   | Nominada  |
| 2017 | Mejor diseño de vestuario | No culpes al karma de lo que te pasa por gilipollas | Nominada  |
| 2021 | Mejor diseño de vestuario | Explota Explota                                     | Nominada  |
| 2022 | Mejor diseño de vestuario | Malnazidos                                          | Nominada  |

### Premios Gaudí
| Año  | Categoría                 | Película                 | Resultado |
| ---- | ------------------------- | ------------------------ | --------- |
| 2016 | Mejor diseño de vestuario | Anacleto: agente secreto | Nominada  |
| 2019 | Mejor diseño de vestuario | Superlopez               | Nominada  |